# PVH集团
PVH集团是一家美国服装公司，旗下拥有汤美费格、卡爾文·克雷恩、Warner's、Olga 和True & Co.等品牌。  PVH总部位于纽约曼哈頓。

## 历史
PVH集團的歷史可以追溯到19世紀中期。約在1865年，來自普魯士的移民Dramin Jones成立了襯衫製造公司D. Jones & Sons。1881年，摩西·菲利普斯（Moses Phillips）和他的妻子恩德尔（Endel）开始缝制衬衫，他們的店鋪后来发展成一家衬衫企业，并在星期六晚邮报上刊登衬衫广告 。隨著Dramin Jones於1903年去世，D. Jones & Sons與M. Phillips & Sons於1907年合併，成立了Phillips-Jones公司。後來，Isaac Phillips與John Van Heusen相遇並合作，推出了極受歡迎的Van Heusen襯衫系列。這段合作最終促成Phillips-Jones對 Van Heusen的收購，並在1957年將公司更名為Phillips-Van Heusen。
1987年，PVH 收購了G.H. Bass品牌。1995年再將Izod品牌納入旗下，接著於2000年收購 Arrow 品牌。2002年，PVH又以重大併購取得了卡爾文·克雷恩公司的控制權。
2004年，PVH與唐納·川普達成授權合作，開始生產川普自有品牌的男裝系列「Donald J. Trump Signature Collection」。2007年1月，PVH收購了Superba公司，取得了多個領帶品牌的授權，包括Arrow、DKNY、Tommy Hilfiger、Nautica、Perry Ellis、Ted Baker、Michael Kors、JOE Joseph Abboud、Original Penguin 和 Jones New York 等等。2008年起，PVH開始製造Timberland品牌的男裝，並於2009年擴展至女裝，皆為授權經營。
2010年3月15日，PVH 以30億美元收購了汤美费格品牌。不過，由於該年第三季Van Heusen品牌在歐洲市場表現不佳，PVH決定撤出歐洲市場，並於2011年3月完全停止在歐洲販售Van Heusen商品，相關歐洲員工因此遭到裁撤。
2011 年，公司啟用現名PVH 。 
2013年2月，PVH併購了Warnaco Group，這家公司原先持有Calvin Klein內衣、牛仔與運動服的製造授權，這筆交易讓 PVH 得以整合整個卡尔文·克雷恩品牌。此外，該收購案也將 Warner’s、Olga內衣品牌與北美的Speedo一併納入PVH。2013年11月，PVH將G.H. Bass品牌賣給G-III Apparel Group，其中也包括了所有資產、圖像與授權。
2015年7月，由於川普針對非法移民發表爭議性言論，Macy’s停止販售其品牌服裝，PVH也隨之終止與川普的品牌授權合作。同年，PVH獲得《福布斯》評為「最正義公司榜單」第25名（在890家公司中）。
2017年3月，PVH 收購了內衣品牌True & Co.；2018年6月，進一步將原本授權生產的Geoffrey Beene品牌完全收購。2018年8月28日，PVH宣布自2018年秋冬系列起，Izod品牌將重新進軍部分歐洲市場。
2019年12月，CNBC報導PVH與其他91家《財富500強》企業一樣，因受惠於川普政府的減稅政策，2018年實際聯邦稅率為0%或更低。2020年1月，PVH將北美地區的Speedo產品授權出售回英國的母公司Pentland Group，交易金額為1.7億美元。
2021年5月，PVH 表示將出售旗下Heritage Brands（傳統品牌）部門，包括Van Heusen、Izod、Arrow、Warner’s、Olga、True & Co. 及 Geoffrey Beene。6月23日，PVH正式宣布將 Izod、Van Heusen、Arrow 和 Geoffrey Beene 出售給 Authentic Brands Group（ABG）；交易於8月2日完成。隨後ABG將Van Heusen、Arrow和Geoffrey Beene的授權轉交給United Legwear & Apparel Company，而Izod則交由Centric Brands。到了2023年11月，PVH 又將Warner's、Olga 和True & Co.這三個品牌出售給Basic Resources公司。
2022年7月，PVH 與匯豐銀行合作，推出首個永續供應鏈融資計畫，展現其企業責任與可持續發展的承諾。
2025年2月4日，中国政府将PVH集团列明该国商务部的不可靠实体清单，对集团旗下的汤美费格和CK品牌采取加征关税或限制进口措施。有媒體認爲，此舉為抗衡特朗普政府对中国加征10%关税。也有媒體認爲，被列入「不可靠實體清單」源於PVH對新疆棉花供應商的歧視性做法。

## 爭議

### 環境污染問題
2011年7月，PVH與耐克、愛迪達、Abercrombie & Fitch 等時尚與運動品牌一同被環保組織綠色和平點名，刊登於其《Dirty Laundry》（髒衣服）報告中。報告指出這些品牌與中國的供應商合作，而這些供應商涉嫌污染中國的長江與珠江水系。報告抽樣檢測了位於長江三角洲的Youngor Group工廠，以及位於珠江三角洲支流的Well Dyeing Factory Ltd.，結果發現水樣中含有多種有害且難以分解的激素干擾物質，例如：烷基酚（alkylphenols）、全氟化合物（PFCs）、全氟辛烷磺酸（PFOS）等，這些物質對環境與人體健康都可能造成長期影響。

### 使用動物製品
PVH過去曾在旗下品牌中使用動物來源的材料。2020年，PVH正式宣布更新動物福利政策，承諾不再使用稀有動物皮革，並表示未來會禁止在汤美费格和卡尔文·克雷恩系列中使用這類皮革。